# Diadegma aegyptiacum
Diadegma aegyptiacum là một loài tò vò trong họ Ichneumonidae.